# Gianni Dova

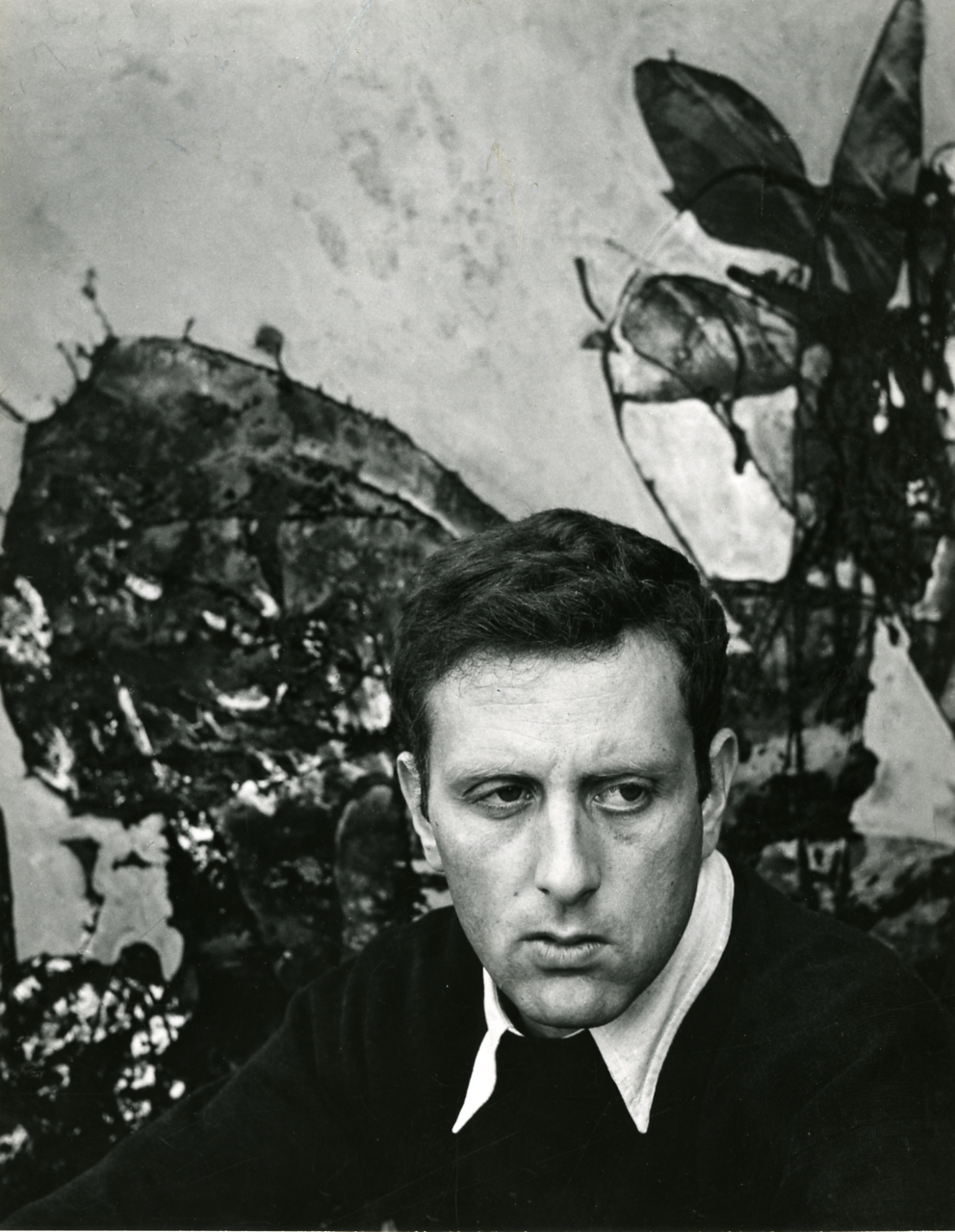
Gianni Dova (1968). Foto von Paolo Monti.

Gianni Dova (* 8. Januar 1925 in Rom, Italien; † 14. Oktober 1991 in Pisa, Italien) war ein italienischer Maler.

## Leben
Gianni Dova zog 1939 nach Mailand. Er studierte dort erst am Liceo Artistico später an der Accademia di Belle Arti di Brera. Er lernte die Künstler Roberto Crippa und Lucio Fontana kennen, mit denen er ab 1947 eng zusammenarbeitete. Gianni Dova war einer der führenden Künstler des italienischen, avantgardistischen Künstlerbewegung „movimento spazialista“, dem neben Roberto Crippa und Lucio Fontana auch Giorgio Kaisserlian, Beniamino Joppolo, Milena Milani, Sergio Dangelo, Carlo Cardazzo und Cesare Peverelli angehörten.
Das malerische Werk Gianni Dovas zeichnet sich durch einen fantastisch-surrealistischen Charakter aus, den er mit abstrakten Elementen komponierte. Dovas Kunst bekam in den 1950er und 1960er Jahren breite internationale Anerkennung. So war er auch Teilnehmer der documenta 2 im Jahr 1959 in Kassel. Den größten Teil seines Lebens wohnte und arbeitete Dova in Rom. Er gehört zu den bedeutenden Vertretern der Abstrakten Kunst nach dem Zweiten Weltkrieg.